# Cantó de Caiena-Nord-Est

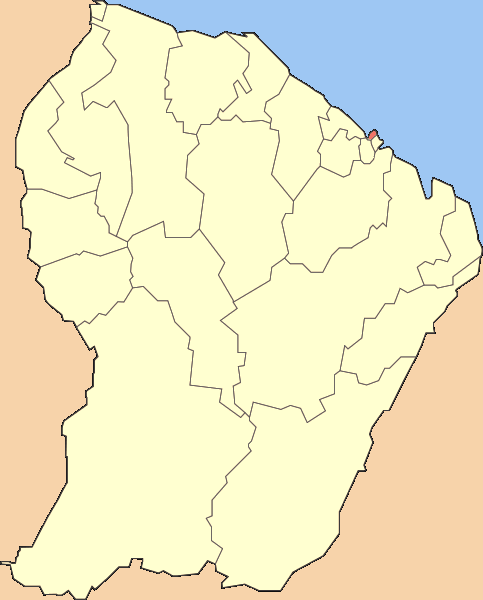
Ubicació de Caiena dins la Guaiana Francesa

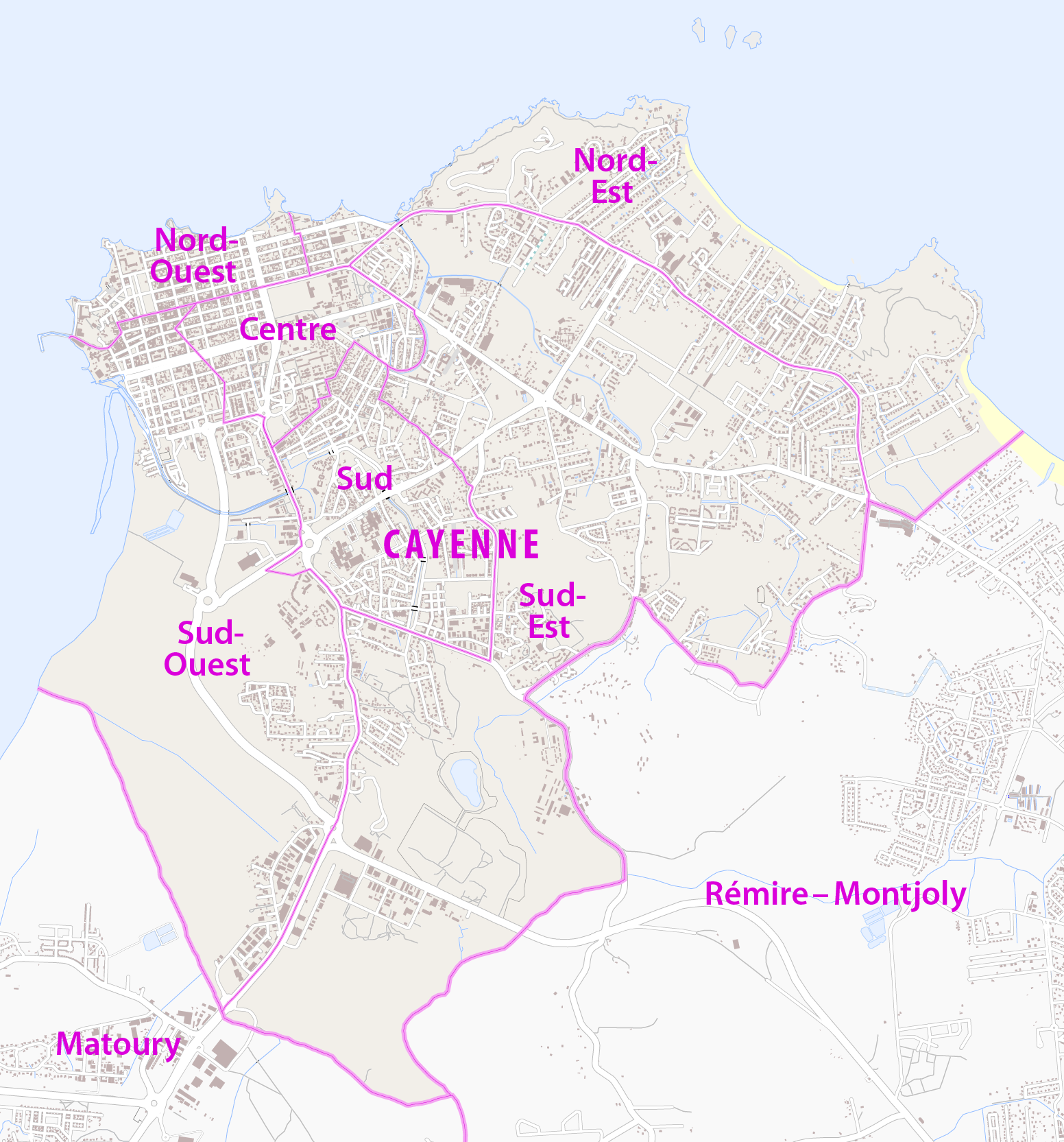

El cantó de Caiena-Nord-Est és una antiga divisió administrativa francesa situat a la regió d'ultramar de la Guaiana Francesa. Va desaparèixer el 2015.

## Composició
El cantó aplega els barris (quartiers) de la ciutat de Caiena:
- Chaton
- Montabo
- Zéphir
- Bourda
- Suzini

| Data d'elecció                           | Identitat     | Partit | Qualitat |
| ---------------------------------------- | ------------- | ------ | -------- |
| 1985 - 2015                              | Antoine Karam | PSG    |          |
| les dades anteriors no són pas conegudes |               |        |          |
|                                          |               |        |          |